# ベニート・カルボーネ
ベニート・カルボーネ（Benito Carbone、1971年8月14日 - ）は、イタリア・バニャーラ・カーラブラ出身の元サッカー選手であり現サッカー指導者。ポジションはFWまたはMF。知名度は決して高くないが、ナポリやインテル、コモなどで背番号10番を背負ったファンタジスタ。

## クラブ経歴

### トリノ
カルボーネが地元のアマチュアクラブであるASシッラ・カルチョでプレーしていた際、トリノによってスカウトされ、ここで本格的にサッカーを始めた。1989年1月15日、ピサとの試合でセリエAデビューを飾り、このシーズンはリーグ戦3試合に出場した。しかし、チームはセリエBに降格。カルボーネはトリノに留まったが、2部の舞台でも5試合しか出場機会を与えられなかった。

#### レッジーナ、カゼルターナ、アスコリへのレンタル
1990-91シーズン、セリエBのレッジーナへレンタルへ出され、リーグ戦31試合で5得点を挙げた。翌シーズンもレンタル移籍でカゼルターナに、1992-93シーズンも引き続きアスコリへレンタルされた。

### トリノ復帰とナポリへ移籍
1993-94シーズンにトリノへ復帰し、28試合3得点を記録。1994年夏の移籍市場でASローマから関心を持たれたが、ダニエル・フォンセカの代役としてSSCナポリに移籍金7.5億円で移籍した。背番号は10番。ナポリでは1シーズンのみの在籍だったが、リーグ戦29試合で4ゴールを挙げ、この年参加したUEFAカップでは5試合中3得点を記録した。しかし、インテルへの移籍は後味が悪いものとなった。当時のナポリの監督ヴヤディン・ボシュコヴはカルボーネに対し、「彼がこの移籍交渉で我々に仕掛けた行動は実にばかげている。彼はチームメイトをも裏切ったのだ。」と強く非難した。

### インテル
前述の通り、カルボーネは1995年夏にインテルへ移籍金約6億円で移籍した。同時期に加入した選手にはポール・インス、ロベルト・カルロス、ハビエル・サネッティらがいる。初年度はリーグ戦31試合2得点を挙げたが、翌シーズンはロイ・ホジソン監督の構想外となり、出場機会が激減したが、10月まではチームに残った。

### シェフィールド・ウェンズデイ
1996年、移籍金約3億円でシェフィールド・ウェンズデイFCに移籍した。ウェンズデイでカルボーネは2シーズン目からパオロ・ディ・カーニオと共にプレーし、1998-99シーズンにはファン選出のクラブシーズン最優秀選手に選出された。1999-20シーズン、クラブとの契約延長交渉が破談に終わり、クラブを退団した。

### アストン・ヴィラ
1999年、アストン・ヴィラに移籍した。アストン・ヴィラでいまでも語り草となっているのがFAカップのリーズ・ユナイテッドFC戦で、この試合カルボーネはハットトリックを達成した。そのうちの1つにおよそ35ヤードの位置から決めたミドルシュートがある。この試合の前日、ヴィラの監督ジョン・グレゴリーは、ホームシックにかかっていたカルボーネを試合で起用することを渋ったが、結果、この起用は大成功となった。1999-00シーズンのヴィラはFAカップで決勝に進み、チェルシーFCとの決勝ではカルボーネとディオン・ダブリンが2トップのコンビを組み、ともに先発フル出場したが、0-1で敗戦した。2000-01シーズン開幕当初、ACFフィオレンティーナ、ナポリ、ペルージャ、エヴァートンFC、コヴェントリー・シティFCらがカルボーネ獲得に興味を示した。特にルイ・コスタの代役としてフィオレンティーナ移籍が最も噂されたが、この移籍は実現しなかった。

### ブラッドフォード・シティ
プレミアリーグ降格圏を漂っていたブラッドフォード・シティAFCに移籍した。2001年はダービー・カウンティFC、2002年はミドルズブラFCにレンタル移籍した。

### イタリア復帰後
ブラッドフォード・シティを去った後、イタリアに帰還してカルチョ・コモに移籍した。2003年から2005年はパルマ・カルチョに在籍した。パルマでは、チェザーレ・プランデッリ監督の下、カルボーネは全盛期の輝きを取り戻した。しかし、パルマは金銭的な問題からチーム内のアドリアン・ムトゥや中田英寿ようなスター選手を放出しなければならなかった。2003-04シーズンはアルベルト・ジラルディーノと攻撃陣をけん引した。
カルボーネはプランデッリに、当時最先端の戦術だったポジショナル・プレーのあれこれを教え、プランデッリの後の成功に大きく貢献した。
ヴィチェンツァ・カルチョでの1シーズンの後、オーストラリアAリーグのシドニーFCに4試合のみの契約でレンタル移籍した。デビュー戦となったアデレード・ユナイテッドFC戦では1ゴール2アシストを演出し、その試合のMOMに選ばれた。しかし、3試合目でハムストリングを負傷し、ラスト1試合は欠場することになった。クラブ退団時、カルボーネはいつか監督としてシドニーFCに復帰することを約束した。
イタリアへ戻ってきたカルボーネはACパヴィーアに加入した。パヴィーアでは加入直後からキャプテンの就任した。セリエCの舞台で29試合5得点を挙げ、降格回避に大きく貢献した。

## 代表経歴
フル代表ではプレー経験がないが、U-18イタリア代表では1989年に7試合4得点を記録した。U-21サッカーイタリア代表としてはUEFA U-21欧州選手権1994に参加した。大会では3得点を挙げ、大会制覇に貢献した。

## 人物
- 2013年1月、デイリー・メールで当時のシェフィールド・ウェンズデイFCにはイングランド人選手と外国人選手の間に亀裂が生じていたと語った。イングランド人は飲酒が好きで、よくカルボーネら外国人選手に対して飲みに誘ったが、外国人選手たちは飲酒が自身の体に与える影響を考慮していつも断っていた。そのため、ロッカールームにはイングランド人選手グループと外国人選手グループの間で深い溝があったと語った[14]。

- カルボーネは金に目がないサッカー選手だと非難されている。理由としては1年もしくは2～3年単位で所属するクラブを変更するためである。しかし、所属したクラブのサポーター間ではとても人気であり、特にシェフィールド・ウェンズデイFCとブラッドフォード・シティAFCではカルボーネの活躍から、いまだに人気が衰えていない。

- SSCナポリ加入時、ディエゴ・マラドーナとロベルト・バッジョへの憧れから背番号10番の着用を希望した[15]。

- インテル在籍時、1シーズンのみだがハビエル・サネッティとルームシェアをしていた[16]。

- 2014年7月8日、インテル対レアル・マドリードのチャリティマッチにインテル側の選手として参加した[17]。

## タイトル

### クラブ
トリノ
- セリエB : 1回 (1989-90)

アストン・ヴィラ
- FAカップ準優勝 : 1回 (2000)